# 부호 검정
부호 검정(sign test)은 치료 전후 피험자의 체중과 같은 관찰 쌍 간의 일관된 차이를 확인하는 통계적 검정이다.

## 같이 보기
- 비모수 통계
- 윌콕슨 부호 순위 검정
- 만-휘트니 U 검정
- 크러스컬-월리스 검정
- 프리드먼 검정